# Lal Bokhari
Lal Shah Bokhari (geboren 22. Juli 1909 in Faisalabad im heutigen Pakistan; gestorben am 22. Juli 1959 in Colombo) war ein indischer Hockeyspieler, der eine olympische Goldmedaille gewann. Später war er pakistanischer Diplomat.

## Leben
Der 1,73 m große Mittelfeldspieler war Kapitän der indischen Mannschaft, die bei den Olympischen Spielen 1932 in Los Angeles mit 11:1 gegen die japanische Mannschaft und mit 24:1 gegen das Team der Vereinigten Staaten gewann. Es nahmen 1932 nur diese drei Mannschaften am Olympiaturnier teil.
Bokhari hatte das Government College in Lahore besucht und arbeitete dann bei der Provinzbehörde des Punjab. Er organisierte die Haddsch für indische Muslime und war Hockeyfunktionär in Delhi. Nach der Teilung Indiens war er als Diplomat für Pakistan tätig, unter anderem war er Pakistans Botschafter im Irak. Später war er Hochkommissar Pakistans in Ceylon, dem heutigen Sri Lanka. Dort starb er an seinem 50. Geburtstag.